# フランス領赤道アフリカ

フランス領赤道アフリカ
Afrique-Équatoriale française (フランス語)

国歌: La Marseillaise（フランス語）
ラ・マルセイエーズ

フランス領赤道アフリカの位置

フランス領赤道アフリカ（フランスりょうせきどうアフリカ、フランス語: Afrique Équatoriale Française、AEF）は、1910年から1958年まで中部アフリカに存在したフランスの植民地である。

## 構成植民地と統治
1910年にガボン植民地、中央コンゴ植民地（現コンゴ共和国）、ウバンギ・シャリ植民地（現中央アフリカ共和国）の3地域に連邦制を敷きフランス領赤道アフリカを設立。1920年にはフランス領西アフリカに所属していたチャド植民地も加わり4地域体制となった。総督はブラザヴィルに常駐し、その代理が各地域の主都に赴き統治に当たった。各地域の主都は以下の通り。
- ガボン植民地（仏: Colonie du Gabon） - リーブルヴィル
- 中部コンゴ植民地 - ブラザヴィル（総督所在地）
- ウバンギ・シャリ植民地 - バンギ
- チャド植民地 - フォールラミ（現ンジャメナ）

## 歴史
第二次世界大戦期、ドイツ軍によりフランス本土の大半が占領されると、親独のヴィシー政権側にはつかず自由フランスのアフリカにおける活動拠点となった。このとき隣接するフランス領西アフリカはヴィシー政権を支持している。
第二次世界大戦後にフランス本国で第四共和政が成立すると、他の植民地と同様、フランス領赤道アフリカも本国議会に代表を送ることが認められた。住民の政治意識の高まりから1958年9月、フランス共同体内の自治共和国となるかどうかの住民投票が行なわれると、圧倒的多数でこれを承認。連邦は解体され、フランス領赤道アフリカは消滅した。1959年、旧連邦構成地域は暫定的に中部アフリカ共和国連合を創設し連携を維持しようとしたが、結局1960年各共和国は個別に独立した。